# إيرفن سابو
إيرفن سابو (بالمجرية: Szabó Ervin) هو أمين مكتبة وصحفي مجري، ولد في 23 أغسطس 1877 في Slanica ‏ في سلوفاكيا، وتوفي في 29 سبتمبر 1918 في بودابست في المجر بسبب الإنفلونزا الأسبانية.